# 하야미 레이카 유괴 살인사건
하야미 레이카 유괴사건은 소년탐정 김전일의 이야기들 중 하나이다. 배우이자 가수인 레이카가 유괴당하는 이야기이다. 숙적 타카토 요이치와의 대결이 나온다.

## 줄거리
레이카가 매니저 야스오카 야스유키와 같이 유괴된다. 김전일은 유괴범 삐에로의 지시에 따라 움직이며 레이카를 구하려고 노력하지만, 결국 계곡의 나무다리가 끊어지는 바람에 거래를 하지 못한다. 유괴범 삐에로에게 살해된 야스오카의 시체가 발견되었다는 소식을 듣고 찾아가던 김전일, 이사무 경부, 미유키는 고속도로에 버려진 레이카를 구해낸다. 병원에 입원한 레이카를 진료한 의사는 레이카가 머리를 다치기는 했지만 생명에는 지장이 없다고 했다.김전일은 끈질긴 조사로써 유괴와 살인을 한 자가 누구인지 밝혀낸다.

## 등장인물

### 연예기획사
- 카부라기 요코 : 연예기획사 사장, 돈을 아까워하고 냉혹한 자본가이다. 인기가 많은 연예인인 레이카를 양녀로 들인다고 했지만, 레이카가 유괴되자 아깝다면서 신문지를 오려서 만든 가짜돈을 내놓았다. 다행히 전일이가 종이끈에 신문인쇄에 쓰는 잉크가 묻은 것을 보고 한장만 진짜 돈일 뿐, 나머지는 가짜돈이라는 사실을 알아낸 덕분에 유괴범에게 넘겨지지 않았다.
- 사카이 나루미 : 레이카 전속 미용사. 사고로 식물인간이 된 집안사람의 입원비때문에 요코사장에게 돈을 빌려달라고 했지만 거절당했다. 레이카가 양녀제안을 거절하자 "양녀가 되었다면 이용만 당하다 버림당했을 것"이라며 잘한 일이라고 한다.
- 미타무라 게이코 : 중견 배우. 연기에 몰두함으로써 사극에서 활약한다. 레이카가 유괴되자 일억엔이나 되는 돈을 몸값으로 내놓았고, 머리를 다쳐 병원에 입원하자 명란젓을 넣어 맛있는 오니기리(일본 주먹밥) 만들어온다. 레이카가 잘했을 때에는 칭찬을, 함부로 행동하면 호되게 나무란다. 함부로 행동하면 언젠가 연예계에서 매장당한다는 것을 알기 때문이다. 이를 보면서 김전일은 레이카의 엄마가 게이코일 것이라고 헤아린다. 작가는 드라마를 찍을 때에 게이코가 유괴당했다가 돌아온 레이카를 안아주며 "잘 들어라. 어미는 네게 무슨 일이 생기면..."라고 대사에 없는 말과 눈물을 보이는 이야기를 들려줌으로써 게이코가 레이카의 엄마일 수도 있음을 말한다. 성격이 씩씩하고, 차분한 여장부이다. 드라마에서는 부정적인 생각을 하지 말라고 사람들을 위로하고, 만화에서도 김전일이 레이카를 일찍 구하지 못했다고 자책을 하자, "아니, 넌 아주 잘했어."라고 격려하였다. 그러고는 직접 싸온 명란젓 주먹밥을 선물한다.
- 야스오카 야스유키 : 레이카의 전속 매니저. 건달이었고, 요코 사장의 조카이다. 배우였던 미나미를 같은 건달들과 같이 강간하여 연예인 생활을 하지 못하게 하고 위로하는 척해서 결혼했다. 또한 주식을 사들여 회사를 탈취하려다 뜻대로 되지 않았다. 그래서 요코 사장은 야스오카가 시체로 발견되자 경찰이 시체를 처리해줄 것이라며 냉담했다. 레이카가 요코 사장의 양녀가 되어 회사를 물려받지 못하도록 아내 마나미와 짜고 유괴사건을 만들어내었다. 하지만 자신에게 원한이 있는 아내에게 살해당함으로써 비참하게 생을 마감한다.
- 야스오카 마나미 : 배우였다. 드라마 출현이 확정되기 직전 야스오카 일당에게 강간당하여 연예인 생활을 하지 못하게 되었다. 이에 절망하여 자살하려는 직전, 야스오카가 위로하는 척해서 결혼했다. 이를 반년전에 안 마나미는 야스오카에게 보복할 생각만 했고, 타카토 요이치의 계략에 따라 야스오카를 권총으로 죽인다.
- 타카토 요이치 : 살인을 예술로 여기는 흉악범이다. 오부치자와 히데나리라는 가명을 썼다. 요코 사장의 비서로 일했다. 원한으로 가득한 마나미를 이용해서 살인계획을 꾸미고 조종했으며, 김전일의 추리로 자신이 꾸민 범죄가 완전범죄가 되지 못하자 마나미를 독살한다. 김전일은 추리로써 타카토 요이치가 마나미를 독살한 것까지 밝혀낸다.

1. 항목

### 김전일과 지인들
- 김전일 : 레이카의 친구. 레이카가 유괴되자 납치범의 요구에 따르지만 몸값거래 직전에 오래된 나무다리가 부숴지는 바람에 계곡에 떨어지고 만다. 다행히 이사무 경부가 구해주어 목숨을 건졌다. 자신을 탓하는 김전일에게 게이코는 "아니, 넌 아주 잘했어"라고 칭찬하며 상으로 일본 주먹밥인 오니기리를 선물한다. 게이코의 성격이 솔직함을 생각한다면 진심이 담긴 말일 것이다.
- 미유키 : 전일이와 레이카의 친구. 전일이가 힘들어할 때마다 위로하는 따뜻한 사람이다.  레이카가 겉으로는 밝은 척 하지만 마음속으로는 울음이 가득하다는 것을 알아챌만큼 속도 있다.
- 이츠키 아저씨: 비정규직 기자. 월간지에 기사를 보내어 원고료를 받는 비정규직 기자이다. 전일이의 부탁을 받고 사카이 나루미, 야스오카 야스유키, 야스오카 마나미에 대해 알아주었다. 오부치자와 히데나리 곧 타카도 요이치에 대해서도 알아내려고 했지만, 삼개월전에 비서로 입사한 터라 자세히 알아내지는 못했다.

### 경시청
- 이사무 경부: 일본 경시청 경부. 형사들과 함께 레이카 유괴살인 사건 수사를 이끈다. 이사무 경부는 증거물들인 전기면도기와 유괴범의 목소리가 녹음된 기록을 전일이가 이용할 수 있도록 배려함으로써 추리를 도와준다.

## 참고
- 소년탐정 김전일 애장본 하야미 레이카 유괴살인사건 참조.